# فيلهلم شيكارد

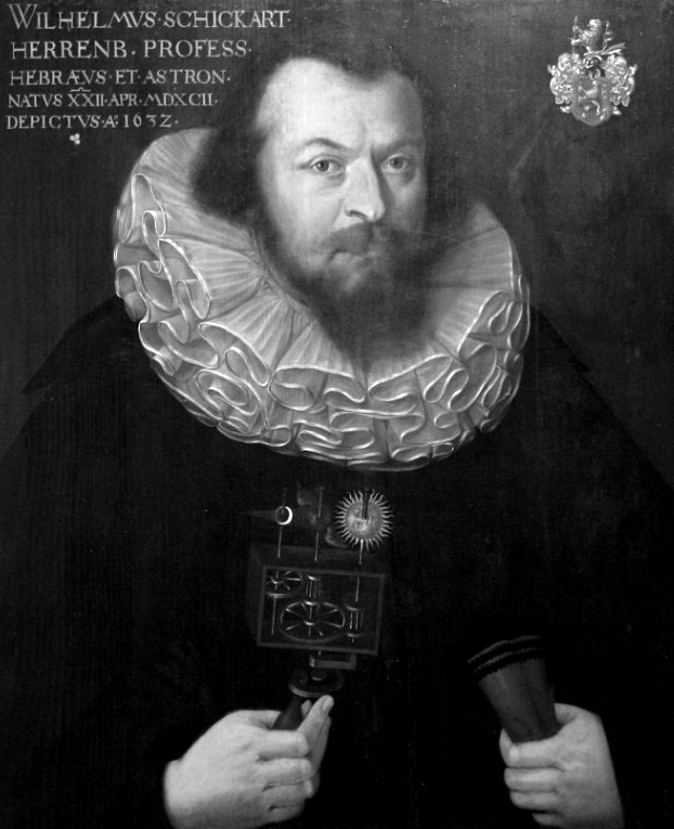
فيلهلم شيكارد

فيلهلم شيكارد (بالألمانية: Wilhelm Schickard)‏ (22 أبريل 1592 - 23 أكتوبر 1635) هو عالم رياضيات ألماني، ويعد مخترع الآلة الحسابية الميكانيكية.

## روابط خارجية
- فيلهلم شيكارد على موقع الموسوعة البريطانية (الإنجليزية)